# BD Banda
BD Banda es una publicación de historietas, fundada en Pontevedra en 2001 y dirigida por Kiko Da Silva. Tras una etapa como fanzine exclusivamente en gallego, presenta desde 2007 un formato de revista con una doble edición, en castellano y gallego. En 2004 empezó a lanzar también la Colección BD Banda, compuesta por álbumes recopilatorios del material previamente serializado.

## Trayectoria

### Primera época (2001-2006)
BD Banda nació como un fanzine el 17 de mayo del año 2001 por iniciativa de Kiko Da Silva y Cano, encargado de la Librería Paz de Pontevedra, con el objetivo de servir de plataforma de lanzamiento a los historietistas gallegos.
El primer número de la publicación, pagado íntegramente por sus dos fundadores, tuvo 80 páginas y una tirada de mil ejemplares. Colaboraron, sin recibir remuneración, autores como Xan López Domínguez, Fran Jaraba, Miguel Anxo Robledo, Marcos Paz Navas, Fernando Ruibal, Siro y Xaquín Marín y el propio Kiko da Silva.
A partir del segundo número, contó con el apoyo del Concello de Pontevedra. y se integraron al equipo Héitor Real y Miguel Anxo Carvalho como maquetadores. David Rubín empezó también a publicar en la revista.
Para el tercer número, Paco Paradelo y Germám Ermida se sumaron al equipo directivo. Publican nuevos autores como José Carlos Fernandes, Alberto Guitián, Miguel Porto o Fernando Ruibal.
A partir de noviembre de 2004, Bd Banda comienza a editar álbumes de cómic distibuídos por el sello 'Factoría K de Libros, filial de la editorial Kalandra. Esta colección BD banda estaba dirigida por Kiko da Silva y publicó 7 álbumes: 
- Fiz de Kiko da silva
- Thom de Andrés Meixide
- Tito Longueirón de Pinto & Chinto
- Astro, valiente explorador de Javier Olivares
- Detectives Audaces de Beroy
- La escuela Vilaverzas de Robledo
- Los amigos de Archimboldo Roque de Jacobo Fernández.

En el 2005, Bd banda se convierte en el primer fanzine gallego en ganar el Premio al Mejor Fanzine del Salón del Cómic de Barcelona.
En 2006, coincidiendo con el Salón del Cómic de Barcelona, se publicó una recopilación de historietas de los 6 números anteriores traducidas al castellano, como prueba de mercado.

### Segunda época (2007-presente)
En abril de 2007, se relanzó la cabecera, ahora como una revista profesional de difusión nacional, y doble edición en castellano y gallego. Según Kiko Da Silva pretendía cubrir el hueco del cómic de género dirigiéndose, además, a todos los públicos.
En sus primeros números colaboraron autores como Calo y Stygryt, Jacobo Fernández, Felipe Hernández Cava y Bartolomé Segui (Las serpientes ciegas),  Albert Monteys (Calavera Lunar), Javier Olivares, Carlos Portela y Fernando Iglesias (Peter Schlemihl) y Carlos Vermut (The Grunt Way),  además de habituales de la anterior etapa, como Alberto Guitián, Porto, Rivas, Miguel Robledo (Los Cabezones), David Rubín y Jorge García (Zemo).
En mayo de 2010, con el aval del Premio Nacional del Cómic conseguido por la obra de Cava y Seguí, se presentó el cuarto número de la revista en el Salón del Cómic de Barcelona.